# Paraleptoneta bellesi
Paraleptoneta bellesi là một loài nhện trong họ Leptonetidae.
Loài này thuộc chi Paraleptoneta. Paraleptoneta bellesi được miêu tả năm 1982 bởi Ribera & Lopez.